# أليخاندرو شوماكيرو
أليخاندرو شوماكيرو (بالإسبانية: Alejandro Chumacero)‏ (22 أبريل 1991 بلاباز في بوليفيا - ) هو لاعب كرة قدم بوليفي في مركز الوسط. شارك مع منتخب بوليفيا تحت 20 سنة لكرة القدم ومنتخب بوليفيا لكرة القدم. أما مع النوادي، فقد لعب مع ذي سترونغيست وريال مدريد ونادي بويبلا ونادي سبورت ريسيفه.

## مسيرته الكروية
لعب أليخاندرو شوماكيرو خلال مسيرته الاحترافية مع 3 أندية في خمسة عشر موسمًا وسجل خلالها 58 هدفًا ضمن 356 مباراة. حيث فاز في موسم واحد بالكأس وفي أربعة مواسم بالدوري.
خاض أليخاندرو شوماكيرو مسيرته مع نادي ذي سترونغيست في موسم 2007 في المرة الأولى ليلعب معه سبعة مواسم ثم في موسم 2013–14 ليلعب معه أربعة مواسم، مشاركًا طوالها في 286 مباراة سجل خلالها 54 هدفًا. ثم انتقل إلى نادي سبورت ريسيفه ما بين عامي 2013 و2014 لمدة موسم واحد، حيث شارك في 5 مباريات ولم يسجل أي هدف. لينتقل بعدها إلى نادي بويبلا في موسم 2017–18 واستمر معه طيلة ثلاثة مواسم، مشاركًا في 65 مباراة سجل خلالها 4 أهداف.

## وصلات خارجية
- أليخاندرو شوماكيرو على موقع الاتحاد الدولي (مؤرشف)  (الإنجليزية)
- أليخاندرو شوماكيرو على موقع قاعدة بيانات كرة القدم.إي يو (الإنجليزية)
- أليخاندرو شوماكيرو على موقع ناشيونال فوتبول تيمز (الإنجليزية)
- أليخاندرو شوماكيرو على موقع Soccerway.com (الإنجليزية)
- أليخاندرو شوماكيرو على موقع عالم كرة القدم.نت (الإنجليزية)